# Holly Golightly (cantante)
Holly Golightly (Londres, 7 de septiembre de 1966)es una cantautora y compositora británica. Su madre la bautizó con el nombre del personaje principal de Desayuno en Tiffany's del escritor Truman Capote. Su estilo musical abarca desde el garage rock al R&B.

## Trayectoria
Se dio a conocer cantando en una actuación improvisada en la banda Thee Headcoats. Más tarde, se incorporó a la banda The Delmonas y cambió su nombre a Thee Headcoatees, gracias a Billy Childish, fundador de Thee Headcoats. Golightly inició su carrera en solitario en 1995, pero continuó siendo miembro activo de Thee Headcoatees hasta su disolución en 1999. En su carrera en solitario ha incorporado elementos de rhythm and blues, rockabilly y sonidos de los años 60 e interpreta viejas canciones poco conocidas.
Ha lanzado trece discos en solitario y ha colaborado con otros artistas, como Billy Childish, Rocket from the Crypt y The White Stripes. También ha interpretado dos canciones para la banda sonora de la película Flores rotas de Jim Jarmusch.

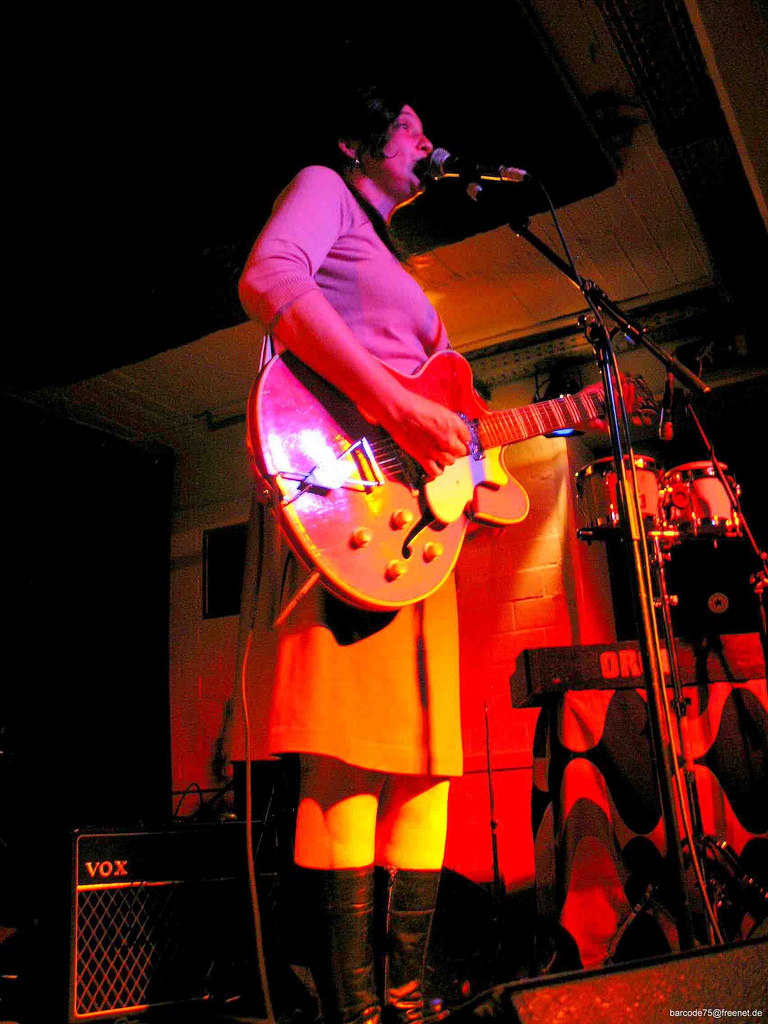
Actuando en Munster, 2005

A mediados de la década del 2000, Golightly formó un duo con su compañero de banda de muchos años Lawyer Dave, con el que grabó y realizó muchas giras. Radicados en Estados Unidos, conocidos como Holly Golightly and The Brokeoffs, lanzaron cinco álbumes y un EP entre 2007 y 2012, y ganaron el premio al Mejor Álbum Americana en los Independent Music Awards por Dirt Don't Hurt. La revista Time Out describió a Golightly como una "doyenne del garage rock inglés".

## Discografía

### LP
- The Good Things (1995, Damaged Goods)
- The Main Attraction (1996, Damaged Goods)
- Laugh It Up (1996, Vinyl Japan)
- Painted On (1997, Sympathy for the Record Industry)
- Serial Girlfriend (1998, Damaged Goods)
- In Blood (1999, with Billy Childish, Damaged Goods)
- God Don't Like It (2000, Damaged Goods)
- Live in America (2000, Majestic Twelve Records)
- Desperate Little Town (2001, with Dan Melchior, Sympathy for the Record Industry)
- Truly She Is None Other (2003)
- Slowly but Surely (2004, Damaged Goods)
- Slowtown Now! (2015, Damaged Goods)
- Do the Get Along (2018, Damaged Goods)

Holly Golightly & the Brokeoffs
- You Can't Buy a Gun When You're Crying (2007)
- Nobody Will Be There (2007)
- Dirt Don't Hurt (2008)
- Medicine County (2010, Transdreamer Records)
- No Help Coming (2011, Transdreamer Records)
- Long Distance (2012, Damaged Goods)
- Sunday Run Me Over (2012, Transdreamer Records)
- All Her Fault (2014, Transdreamer Records)
- Coulda Shoulda Woulda (2015, Transdreamer Records)
- Clippety Clop (2018, Transdreamer Records)

### Álbumes en vivo y recopilatorios
- Up the Empire (Live, 1998, Sympathy for the Record Industry)
- Live in America (2000)
- Singles Round-Up (2000, Damaged Goods)
- Down Gina's at 3 (Live, 2004)
- Live at Maxwell's 24 November 2004 (2004)
- My First Holly Golightly Album (2005, compilation with eight new songs)
- Down the Line (Compilation, 2006, Damaged Goods)
- nobody will be there (Holly Golightly & the Brokeoffs) (Live, 2011, Damaged Goods)

### Singles y EP
- Jiggy Jiggy with Holly Golightly EP (1994), Vinyl Japan
- "Virtually Happy" (1995), Damaged Goods
- Mary-Ann EP (1996), Vinyl Japan
- "No Big Thing" (1996), Hangman's Daughter
- "Girl in the Shower" (1996), Super Electro
- "Pinky Please Come Back" (1996), Super Electro
- "Come the Day" (1996), Damaged Goods
- "Believe Me" (1997), Sympathy for the Record Industry
- "Listen/Rain Down Rain" (1999), KRS
- "Walk a Mile" (2003), Damaged Goods
- "On the Fire" (2005), Damaged Goods
- "Christmas Tree on Fire" (2006), Damaged Goods
- "My 45" (2008), Damaged Goods (Holly Golightly & the Brokeoffs)
- "Devil Do" EP (2009), Transdreamer Records (Holly Golightly & the Brokeoffs)
- "Seven Wonders" (2015), Damaged Goods